# 河床
河床（英語：river bed）是指河流底部被水流冲占的部分。枯水期河水占据谷地较小部分，洪水期占据面积最广，甚至整个谷底被水流占据。由河床及其衍生的地貌单元又称为河床地貌。

## 河床地貌基本结构
- 河床（谷）纵剖面

从河源至河口河床（谷）最低点的连线（谷底线）的剖面为河床（亦为河谷）纵剖面。一般河谷的上游段或山地石质河床的纵剖面坡降较大，中下游河段或平原冲击河床的纵剖面的坡度较缓。河床纵剖面的形成、发展和起伏形态受气候、水文、岩性和植被、构造运动及地质构造等多种因素影响，高低起伏随时空变化。总体上看，多数河流的河床纵剖面的趋势线呈凹形。
- 浅滩与深槽、江心洲

### 河床的平面形态类型
河流流经的流域地貌条件不同，河床的平面形态也各异，主要分为4种（如下所见）。一般情况下，平原地域的河流在松散的泥沙沉积物（冲积层）中流动，不受河岸几眼约束，河床通常表现为弯曲形、分汊型和散乱形；山地丘陵地域的河流流动在峡谷中，受谷坡约束，河床的平面形态通常与河谷的平面形态一致，主要表现为顺直微弯形、弯曲形。
- 顺直微弯型，此类河床段顺直或略弯曲、河床曲折率（系数）＜1.5；河床两岸有边滩交错分布，横断面上边滩与深槽并列；剖面上深槽与浅滩相间。
- 弯曲型（曲流型或蜿蜒型），是最常见的河型。完整的曲流由三个弯道——河床（湾）组成，每个湾道由湾顶和湾翼组成。曲流在河谷纵向上的直线距离称作弯距（{\displaystyle L}），主流线弯顶的法线处的弧半径称为曲流半径({\displaystyle r})，半径的倒数称为弯道曲率{\displaystyle 1/r}（程度）；由弯顶到河谷纵轴的距离称为弯曲矢高{\displaystyle h}，弯道区的陆地区称为迂回区；弯曲量的两倍值是曲流带的宽度{\displaystyle B}，沿河床轴线量取的曲流长度{\displaystyle L'}与其在河谷纵轴上的直线距离{\displaystyle L}之比（{\displaystyle L/L'}）称为弯曲系数；曲流河床的弯曲系数平均大于1.5。
- 分汊型（江心洲型）
- 散乱型（游荡型）